# 迪利山

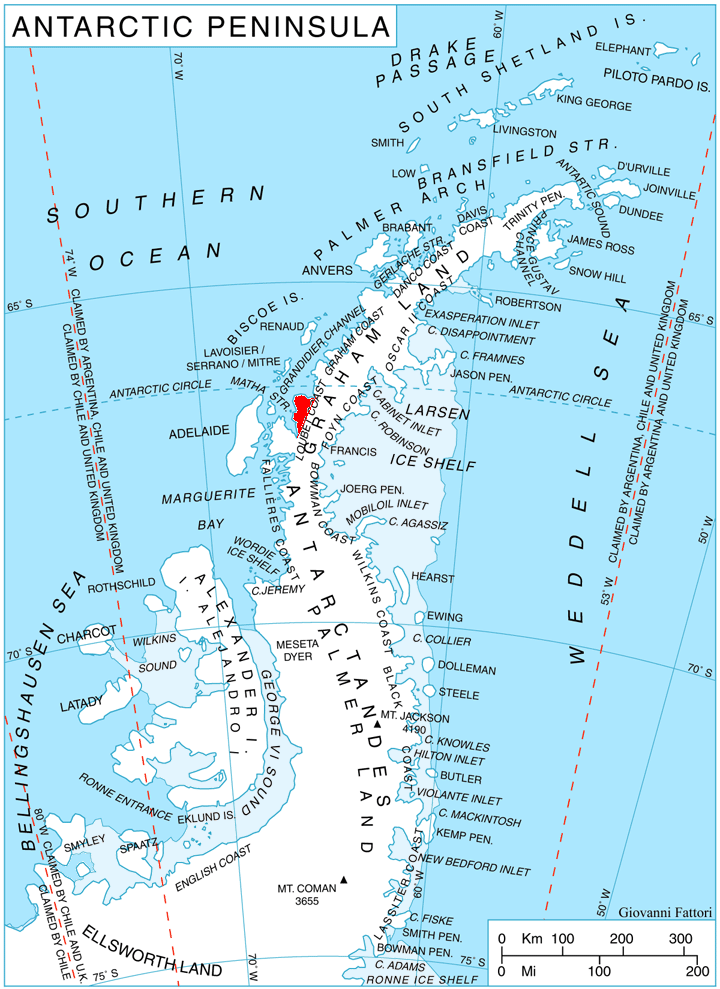

67°1′S 66°13′W / 67.017°S 66.217°W
迪利山（英語：Mount Deeley），是南極洲的山峰，位於葛拉漢地的盧貝海岸，處於佩爾尼克半島，海拔高度2,150米，根據英國研究隊拍攝的空中照片繪入地圖，現時由南極條約體系管理。